# 일본 올림픽 위원회
일본 올림픽 위원회(일본어: 日本オリンピック委員会, 영어: Japanese Olympic Committee, JOC)는 일본을 대표하는 국가 올림픽 위원회이다. IOC 코드는 JPN이다. 본부는 도쿄도에 있으며 아시아 올림픽 평의회에 소속되어 있다.
1911년에 설립했으며 1912년에 국제 올림픽 위원회의 승인을 받았다. 올림픽, 아시안 게임을 비롯한 국제 스포츠 대회에 참가하는 일본의 선수들을 대표한다.

## 같이 보기
- 올림픽 일본 선수단